# مايك داموس
مايك داموس (بالإنجليزية: Mike Damus)‏ مواليد 30 سبتمبر 1979 في كوينز، نيويورك، الولايات المتحدة، هو ممثل أمريكي بدأ مسيرته الفنية سنة 1993.

## الأعمال
- نمبرز (2005) (بدور: ريمي لوغان)
- ماد من (2013) (بدور: باري)
- لونغماير (2016)
- وثائقي الآن! (2016)

## روابط خارجية
- مايك داموس على موقع IMDb (الإنجليزية)
- مايك داموس على موقع ألو سيني (الفرنسية)
- مايك داموس على موقع قاعدة بيانات الفيلم (الإنجليزية)
- مايك داموس على موقع كينوبويسك (الروسية)